# Lester Allan Pelton
Lester Allan Pelton (Vermilion, 5 settembre 1829 – 14 marzo 1908) è stato un inventore statunitense famoso per aver creato la Turbina Pelton..
È considerato uno dei padri dell'energia idroelettrica ed è stato premiato con la Medaglia Elliott Cresson mentre era in vita e recentemente introdotto nella National Inventors Hall of Fame.

## Biografia

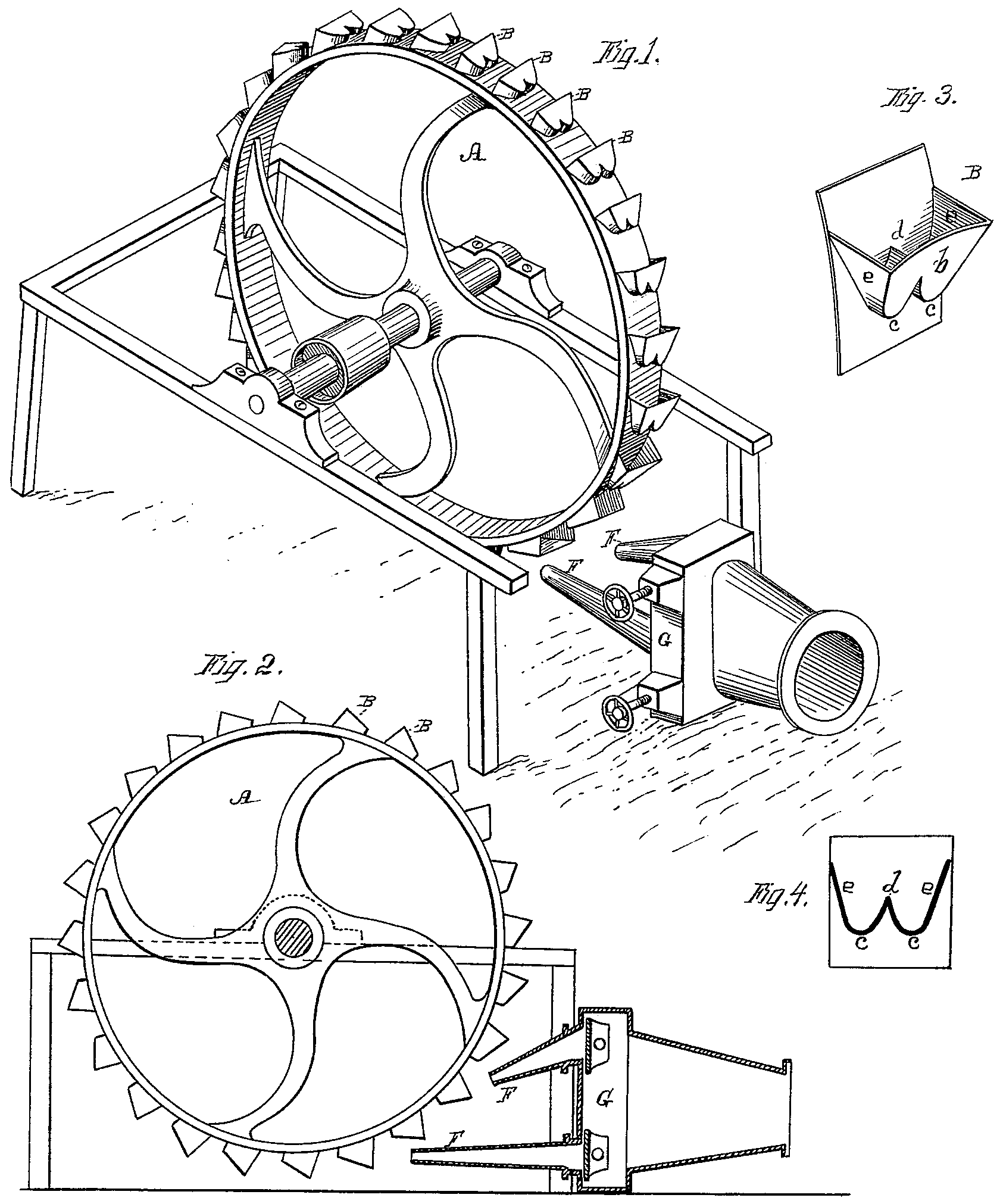
Ruota di Pelton (brevetto USA, ottobre 1880)

Nato a Vermillion (Ohio), nel 1829. Suo nonno, il capitano Josiah S. Pelton, dopo esser andato in pensione in seguito ad una carriera coronata dal successo, si è stabilito con famiglia in quei luoghi. Il padre di Lester era Allen Pelton, il figlio più giovane di Josiah; sua madre era Fanny Cuddeback (proveniente da una famiglia di spicco della zona). Da giovane Lester lavorò nella fattoria di famiglia e frequento la Cuddenback School.. Nel 1850 è migrato in Ohio dove lavorò come minatore.
Verso la fine degli anni 70 del 1800  nelle miniere del Nevada si inizia a sperimentare l'uso della turbina idraulica in sostituzione delle apparecchiature a vapore. Nel 1878 nella miniera Mayflower è stata installata la prima turbina Pelton che fosse realmente operativa. E in una competizione nella miniera dell'Idaho nelle vicinanze della Grass Valley la turbina Pelton risultò più efficiente della ruota Knight Foundry (che era venduta comunemente ed era una diventata uno standard nell'Industria del tempo).. In effetti la turbina Pelton riuscita a raggiungere una efficienza pari al 90% mentre la sua migliore rivale aveva una efficienza pari a quasi il 77% (quando normalmente le turbine avevano una efficienza che si stimava intorno al 40%). Nel 1887 si collegò la mina ad una dinamo e si produsse per la prima volta energia idroelettrica nella Sierra Nevada.
Infine nel 1888 brevettò la turbina e fondò la Pelton Water Wheel Company per soddisfare la domanda crescente di energia idroelettrica in tutto l'Occidente e il mondo.
Pelton morì nel 1908 all'età di 78 anni. E fu sepolto nella tomba di famiglia a Vermilion, Ohio. Nel 1895 il Franklin Institute di Filadelfia (Stati Uniti) ha  premiato Lester Pelton con la Elliott Cresson Medal, ora ribattezzata Benjamin Franklin Medal -per le sue invenzioni tecnologiche. Pelton è stato inserito nella National Inventors Hall of Fame nel 2006.